# Jogo da malha

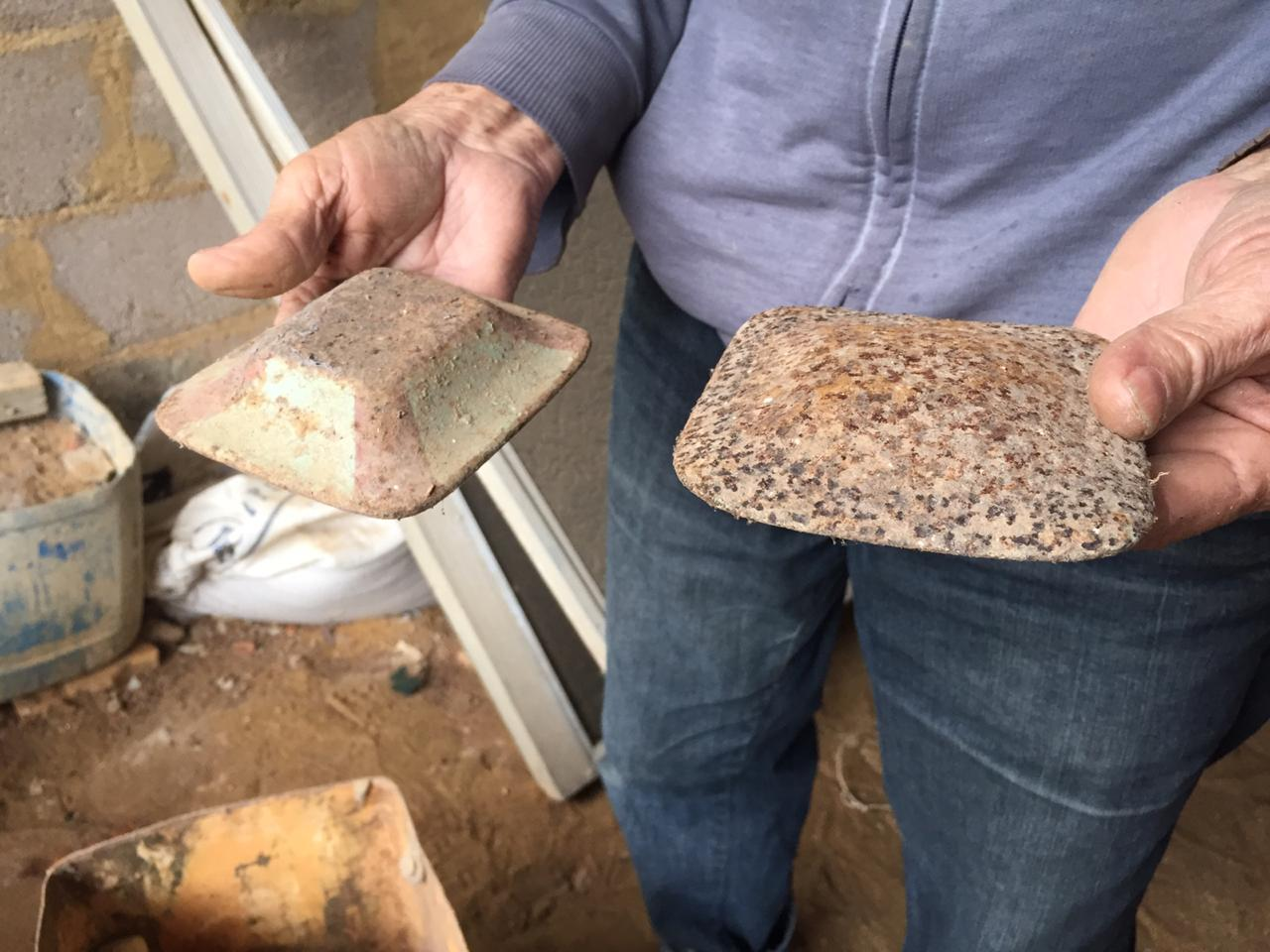
Pedras usadas no jogo da malha

O jogo da malha, chinquilho ou jogo do fito é um desporto em que se lançam discos de metal (ou pedras chatas, no caso do jogo do fito) em direção a um pino com a intenção de derrubá-lo e/ou deixar a malha (ou o fito) o mais próximo possível deste pino. O jogo da malha é um jogo de pontaria aparentado com a galocha bigoden, o jogo da relha e a petanca.

## História

### Origem
A malha é um jogo de origem antiga. A sua prática em Portugal é relatada em documentos desde que começaram a ferrar os cavalos do exército romano. Para ocupar as horas de lazer nos acampamentos, os soldados tiveram a ideia de aproveitar as ferraduras imprestáveis. É provável as populações autóctones, Celtiberos e os Lusitanos, terem também praticado, talvez antes deles, jogos de pontaria com concas, ferraduras ou pedras roladas, pois este tipo de jogos, conhecido sob o nome genérico de "jogos de concas", é corrente nos paises de cultura celta e assimilados, como a Bretanha (Jeux de palets), Espanha (Galiza e Cantábria) (Tanguilla) e a Grã-Bretanha (Horseshoes e Shove ha'penny). A popularidade do jogo é tal em Portugal nos séculos XVII e XVIII que o padre Raphaël Bluteau, pregador da Rainha Ana de Grã-Bretanha, define o Jogo do Fito no seu Vocabulário Português e Latino em 1713 : "Fito - um pauzinho fincado no chão (...) coisa que atiravam os antigos em diferentes jogos. Fito também se chama o jogo em que se põe um tijolo em pé, a que se atira para o derrubar ou para ficar mais perto dele. Parece-me que se pode usar destes termos por ter este jogo alguma semelhança com o dos antigos atletas romanos."

### Na Europa
Jogava-se malha em França, mais especificamente no reino-ducado de Bretanha e nas regiões limitrofes (Vendeia, Mayenne), na Itália, em tempos muito antigos e que não estão bem determinados. Fala-se no Jogo da malha, em 1490, mas a prova legal da sua existência vem de um documento francês de 1644. A primeira ocorrência literária é quando François Rabelais faz jogar Gargantua com uma conca gigante, no livro Gargantua (1532). Hoje os jogos franceses de pontaria mais aparentados com o chinquilho são a galocha bigoden, o jogo de ferraduras (jeu du fer à cheval) e a petanca no Sul do pais. Exportado na América do Norte, a popularidade do jogo de ferraduras nos Estados-Unidos, chamado horseshoes, é a comparável à da petanca em França, ou à do jogo da malha em Portugal ou no Brasil.

### Em Portugal
Em Portugal, este desporto (e dum modo mais geral o arremesso de ferraduras) sempre foi muito popular com o nome de chinquilho. Normalmente jogado após um dia de trabalho, ou ao domingo, serve para confraternizar, passar um momento de divertimento e companheirismo. Inicialmente, o jogo é o apanágio da arraia-miúda, ou do povinho. Traços disso são perceptivéis na linguagem usual, nomeadamente no verbo achincalhar (i.e. ridicularizar, escarnecer, rebaixar, humilhar), derivado do jogo do chinquilho, passatempo tradiconal das classes mais desfavorecidas. Do ponto de vista das classes médias e superiores, quem se prestava a jogar ao chinquilho em público, no meio do "povão", rebaixava-se ou seja, « achincalhava-se ». Em certas regiões, os terrenos e jogos de chinquilho foram e são consagrados a Nossa Senhora do Chinquilho, frequentemente invocada pelos jogadores.
O jogo do fito é uma variante nortenha do chinquilho, criada por pastores, praticada assiduamente em todas as aldeias do distrito de Bragança.

### No Brasil
No Brasil, o Jogo da Malha, tanto como o de ferraduras, foi introduzido por imigrantes portugueses. Documentos apontam que já no período colonial jogava-se malha em todo o país.

## Dinâmica do jogo

### Número de jogadores
O jogo de malhas é praticado por equipes, de forma:
- Individual.
- Duplas.
- Quarteto ou turmas.

### Posicionamento
- Se a disputa da partida for na modalidade individual, cada jogador fica numa cabeceira, havendo troca de cabeceira no fim da cabeceira.
- Se a partida for da modalidade dupla, os parceiros colocam-se cada um numa cabeceira do campo, de modo a ficarem lado a lado com o adversário.
- Se a modalidade for quarteto ou turma, os parceiros colocam-se em duplas em cada cabeceira; juntamente com a dupla adversária.[7]

### Objetivo
- O jogador ou os jogadores da equipe e seus adversários lançam as malhas, procurando derrubar o pino da outra cabeceira e ou deixar a malha o mais próximo possível e assim sucessivamente.

## Principais regras

### Duração das partidas
- Nos jogos individuais são efetuadas seis jogadas completas com arremessos de duas malhas em cada cabeceira num total de 24 malhas por cada atleta.
- Nos jogos de duplas e quartetos as partidas são efetuadas em 12 jogadas completas de 24 malhas por atleta.[8]

### Arremessos
A jogada de uma cabeceira é considerada completa quando todos os jogadores tiverem efetuado seus arremessos de um dos lados do campo, porém a jogada é completa totalmente, quando todos jogadores de uma e de outra cabeceira acabam de arremessar suas respectivas malhas num total de dezesseis malhas.

### Pontuação
- São consignados tres pontos para a equipe que arremessar a malha e acertar o pino
- São consignados um ponto para cada malha que ficar mais próximo ao pino .[10]

### Encerramento da partida e declaração do vencedor
O encerramento de uma partida verifica-se quando na qual foi completada a última jogada, isto é: sexta jogada na modalidade individual e décima segunda jogada nas modalidades dupla e quarteto; declarando a equipe vencedora que mais pontou.

## Medidas e dimensões

### Malhas
Devem ter a forma de disco e ser confeccionadas em aço ou ferro fundido obedecendo as seguintes medidas:
- Diâmetro: 9 centímetros (mínimo) e 11 centímetros (máximo).
- Peso: 600 gramas (mínimo) e 800 gramas (máximo).
- Espessura do centro: 13,5 milímetros aproximadamente.[12]

### Pinos
Os pinos devem ser de madeira ou material plástico , de forma cilíndrica e cônica com a ponta arredondada, com as seguintes medidas:
- Comprimento total: 18 centímetros.
- Diâmetro: 03 centímetros.
- Comprimento da parte cilíndrica: 13 centímetros a partir da base.
- Comprimento cônico: 5 centímetros partindo da parte superior da parte cilíndrica até o limite superior total do pino.
- Raio da ponta: 2,5 milímetros.[13]

### Campo de jogo
- O campo é retangular, devendo seu comprimento ser exatamente 36 metros e sua largura 2,50 metros (internos).
- O espaço para o arremesso do atleta terá o comprimento mínimo de 2 metros (interno).
- O comprimento mínimo total(externo) do campo é de 40,20 metros.
- Distância de pino a pino é de 34,30 metros.[14] '[15]

## No jogo do fito

### Número de jogadores
O jogo do fito joga-se em equipas de dois ou individualmente.

### Desenvolvimento
- Quando jogado em equipes, os lançamentos são alternados.[5]
- Sempre que o fito de um jogador fique mais próxima do xino este ganha a mão e é o primeiro a lançar em seguida. Sempre que ganha a mão o jogador ou equipa faz 2 tentos. Quando derruba o xino e ganha a mão, faz seis tentos. Se só derrubar o xino e não ganhar a mão faz quatro.
- Os tentos contam-se de baixo e de cima, isto é, os primeiros 15 ou 20 tentos são de baixo, os seguintes são designados de cima.[5]
- Há localidades em que o jogo termina aos 30 tentos, isto é, 15 de baixo e 15 de cima. Outros há em que termina aos 40 ( 20 de baixo e 20 de cima).[5]

## Medidas e dimensões no jogo do fito

### Fitos
Equivalentes das malhas de chinquilho, são confeccionados em pedra achatada (fito), de granito redonda, rectangular ou quadrada, com uma espessura de 2 a 2,5 cm e com um peso variável entre 500 a 1000 gramas, escolhida de forma a se afeiçoar à mão do jogador.

### Xinos, vintes ou pinos
Os pinos devem ser de pedra com 8 cm de altura.

### Campo de jogo
- O campo é uma pista em terra batida que tem 20 a 25 metros de comprimento entre os dois vintes, pinos ou xinos, por 2 metros de largura.
- Nos extremos do campo, depois de traçados dois riscos no chão em forma de cruz, colocam-se dois xinos, um em cada extremidade, e outro xino no centro.[5]